# Stephanie Twell
Stephanie April Twell (Colchester, 17 augustus 1989) is een Britse middellangeafstandsloopster, die gespecialiseerd is in de 1500 m. Daarnaast kan ze heel goed uit de voeten bij het veldlopen. Zo veroverde zij in dit metier drie keer op rij de Europese titel bij de junioren. Ze nam tweemaal deel aan de Olympische Spelen, maar won hierbij geen medailles.

## Biografie
Naast haar drie achtereenvolgende Europese titels bij het veldlopen in 2006, 2007 en 2008 leverde Twell in haar carrière tot nu toe haar beste prestatie op de wereldkampioenschappen voor junioren in Bydgoszcz, waar ze de wereldtitel op de 1500 m veroverde in 4.15,09.
Twee jaar later nam zij deel aan de Olympische Spelen in Peking, waar zij op de 1500 m in haar serie werd uitgeschakeld. 
Op de Europese kampioenschappen van 2010 in Barcelona eindigde ze in de finale van de 1500 m op de zevende plaats.
In 2011 en 2012 kwam Stephanie Twell nauwelijks aan lopen toe. Eerst brak zij haar enkel tijdens een veldloop in België in februari 2011, gevolgd door een andere voetblessure in juni 2012, die haar verhinderde om zich te kwalificeren voor de Olympische Spelen in Londen.

## Titels
- Wereldjuniorenkampioene 1500 m - 2008
- Europees juniorenkampioene veldlopen - 2006, 2007, 2008

## Persoonlijke records
Baan
| Afstand     | Prestatie | Datum            | Plaats  |
| ----------- | --------- | ---------------- | ------- |
| 400 m       | 58,19     | 6 juni 2006      | Bedford |
| 800 m       | 2.02,58   | 15 juni 2016     | Watford |
| 1500 m      | 4.02,54   | 19 augustus 2010 | Zürich  |
| 1 Eng. mijl | 4.25,39   | 9 juli 2017      | Londen  |
| 3000 m      | 8.40,98   | 15 juli 2016     | Monaco  |
| 5000 m      | 14.54,08  | 27 augustus 2010 | Brussel |
| 10.000 m    | 31.08,13  | 7 juli 2019      | Londen  |

Weg
| Afstand        | Prestatie | Datum            | Plaats     |
| -------------- | --------- | ---------------- | ---------- |
| 5 km           | 15.32     | 5 september 2010 | Londen     |
| 10 km          | 31.55     | 27 mei 2019      | Londen     |
| 10 Eng. mijl   | 53.52     | 24 oktober 2010  | Portsmouth |
| halve marathon | 1:08.55   | 19 januari 2020  | Houston    |
| marathon       | 2:26.40   | 27 oktober 2019  | Frankfurt  |

Indoor
| Afstand     | Prestatie | Datum            | Plaats     |
| ----------- | --------- | ---------------- | ---------- |
| 1500 m      | 4.09,84   | 12 februari 2012 | Karlsruhe  |
| 3000 m      | 8.41,94   | 10 februari 2018 | Boston     |
| 2 Eng. mijl | 9.42,41   | 15 februari 2014 | Birmingham |

## Palmares

### 1500 m
Kampioenschappen
- 2006: 8e WK U20 - 4.16,58
- 2008:  WK U20 - 4.15,09
- 2008: 6e in serie OS - 4.06,68
- 2009: 11e in serie WK - 4.18,23
- 2010: 7e EK - 4.02,70
- 2010:  Gemenebestspelen te Delhi - 4.06,15

Diamond League-podiumplekken
- 2010:  Weltklasse Zürich – 4.02,54

### 3000 m
- 2008: 7e IAAF wereldatletiekfinale - 8.50,89

### 5000 m
- 2015: 12e WK - 15.26,24
- 2016: 8e in serie OS - 15.25,90

### veldlopen
- 2005: 7e EK U20 te Tilburg (4,83 km) - 15.45 ( in het landenklassement)
- 2005: 60e WK U20 - 23.23
- 2006:  EK U20 te San Giorgio su Legnano (4,1 km) - 12.33
- 2006: 30e WK U20 - 21.14
- 2007:  EK U20 te Toro (4,2 km) - 14.12
- 2008:  EK U20 te Brussel (4 km) - 13.28
- 2009: 38e WK te Amman - 28.46
- 2010: 23e WK te Bydgoszcz - 26.11
- 2011: 4e EK U23 - 20.03
- 2013: 40e WK te Bydgoszcz - 25.58
- 2016: 6e EK - 25.40
- 2017: 10e EK - 27.43

## Onderscheidingen
- Europees talent van het jaar - 2008